# Chloé Valentini
Chloé Nicole Juliette Valentini, nacida Chloé Bouque (Morteau, 19 de abril de 1995) es una jugadora francesa de balonmano que actúa como extremo izquierdo. Internacional con Francia, milita en el Metz Handball, con el que ejerce de capitana y ha conquistado múltiples títulos nacionales.

## Trayectoria
Valentini se formó en el CA Morteau HB y posteriormente en la cantera del ES Besançon (ESBF), con el que debutó en 2013 en la segunda categoría francesa. 
En 2015 logró el ascenso a la élite tras proclamarse campeona de la D2F con el ESBF. En febrero de 2017 firmó su primer contrato profesional con el club bisontino, y en el verano de 2021 se incorporó al Metz Handball, con el que se asentó como una de las mejores extremos izquierdas de Europa.

### Clubes
Desde su llegada a Metz en 2021, Valentini ha ganado la liga francesa en 2022, 2023, 2024 y 2025, y la Copa de Francia en 2022, 2023, 2024 y 2025. Con Metz disputó la EHF Champions League y fue tercera en la Final4 de 2022; en 2025 finalizó cuarta tras caer en el partido por el bronce ante Team Esbjerg.

#### Trayectoria de clubes
- 2013–21:  ES Besançon Féminin (ESBF).
- 2021–:  Metz Handball.

### Selección
Debutó con la absoluta el 25 de septiembre de 2019 ante Turquía, firmando cinco goles en su estreno. Desde entonces, ha sido medallista de plata en el Europeo 2020, campeona olímpica en Tokio 2020, subcampeona del mundo en España 2021, campeona del mundo en 2023 —donde fue elegida en el All-Star como mejor extremo izquierdo y terminó como máxima goleadora de su selección (38)— y subcampeona olímpica en París 2024.

## Premios y títulos

### Con la selección
- 1 x Medalla de oro en los Juegos Olímpicos (2021).[19]
- 1 x Medalla de oro en el Campeonato del Mundo (2023).[21]
- 1 x Medalla de plata en los Juegos Olímpicos (2024)
- 1 x Medalla de plata en el Campeonato del Mundo (2021)
- 1x Medalla de plata en el Campeonato de Europa (2020)

### Con sus clubes
- 4 x Liga de Francia (2022, 2023, 2024, 2025).[8][9][10][11]
- 4 x Copa de Francia (2022, 2023, 2024, 2025).[12][13][14]
- 1 x Division 2 Féminine (2015, con ESBF).[5]

## Vida personal
El 29 de agosto de 2020 contrajo matrimonio con Arthur Valentini y desde entonces compite con el apellido Valentini. En marzo de 2025, su club anunció su embarazo, motivo por el que se apartó temporalmente de las canchas. En Metz es capitana del primer equipo.